# Plasmina
La plasmina, també anomenada fibrinolisina, és un important enzim (CE 3.4.21.7) present en la sang que degrada una gran quantitat de proteïnes del plasma sanguini, entre els quals destaca els coàguls de fibrina. És similar a la tripsina, format per dues cadenes polipeptídiques. La degradació de fibrina s'efectua durant el procés de fibrinòlisi. En el cas dels humans, la proteïna plasmina és codificada pel gen PLG.

## Funció
Lisis dels coàguls de serina
L'agent que la degrada els coàguls de serina és una serinproteasa plasmàtica denominada plasmina, un enzim que talla específicament el segment de tres cadenes de la fibrina i separa les seves protuberàncies de cadenes entrecreuades covalentment. L'estructura reticular força oberta del coàgul sanguini permet un accés relativament lliure de la plasmina a les molècules de fibrina polimeritzades, facilitant així la lisis del coàgul.
La plasmina es forma mitjançant el tall proteolític del seu precursor inactiu o zimogen plasminogen o profibrinolisina, és a dir, la hidròlisis d'un enllaç específic d'arginil-valina (Arg-560 i Val-561). El plasminogen (una única cadena de beta-globulina, M 81.000, 8-10% de glícids i de 86 kD, que es troba a la sang a concentracions de 50-100 mg/100 ml de sèrum) és una proteïna homòloga als zimògens de la cascada de la coagulació de la sang.
Hi ha diverses serinproteases que activen el plasminogen, entre les quals destaca l'enzim de 54 kD uroquinasa (EC 3.4.21.31) (M, 53.000), el qual és sintetitzat pel ronyó i apareix, com el seu nombre implica, en l'orina, i l'enzim homòleg activador de plasminogen de tipus tissular (t-PA), de 70 kD, que apareix en els teixits vasculars. A més, el factor de Hageman activat, en presència de prekali-creina i HMK (el sistema d'activació per contacte), activa el plasminogen; encara que no s'ha determinat la importància fisiològica de l'activació per contacte del sistema fibrinolític.
Tot i així, el sistema fibrinolític és molt més complex que un zimogen i els seus activadors. També incorpora diversos inhibidors, principalment la glicoproteïna de 70 kD alfa2-antiplasmina, la qual forma un complex equimolar irreversible amb la plasmina, evitant així las seva unió amb la fibrina. La alfa2-antiplasmina s'entrecreua amb les cadenes alfa de la fibrina a través de l'acció del FSF activat (XIII„ l'enzim que també entrecreua la fibrina), produint així coàguls "durs"; menys susceptibles a la fibrinòlisis que els coàguls "tous". La importància d'aquest inhibidor de serinproteases (també inhibeix la quimotripsina) queda demostrat amb l'observació que els homozigots per a una alfa2-antiplasmina deficient que tingui una gran tendència a sagnar.
L'estreptoquinasa (M, 47.000, 416 aminoàcids, sense cisteïna), produïda pels estreptococs beta-hemolítics, té interès mèdic; encara que no se li consideri com enzim proteolític, és un dels més potents activadors exògens del plasminogen humà (no de l'animal). Forma un complex amb el plasminogen que allibera en aquest moment la plasmina activa.

## Patologia
La deficiència en plasmina pot conduir a la trombosis, ja que els coàguls no són degradats suficientment.
La deficiència de plasminogen en ratolins condueix a una cicatrització defectuosa, una reparació del fetge defectuosa i anormalitats reproductives.
En els humans, un trastorn estrany anomenat deficiència de plasminogen tipus I (OMIM 217090) causat per les mutacions del gen PLG i, moltes vegades, es manifesta per conjuntivitis lígnia.

## Interaccions
S'ha demostrat que la plasmin pot interaccionar recíprocament amb la trombospondina-1, l'Alfa-2-antiplasmina i l'IGFBP3.